# Minuit (groupe français)
Ne doit pas être confondu avec Minuit (groupe néo-zélandais).
Pour les articles homonymes, voir Minuit (homonymie).
Minuit est un groupe de rock français formé en 2013 par Joseph Delmas et Raoul Chichin.

## Historique
Raoul Chichin (fils de Fred Chichin et Catherine Ringer – Les Rita Mitsouko) et Joseph Delmas se croisent au Bus Palladium, un club parisien, où chacun avait son groupe de rock. Tous deux sont passionnés de rock, d’AC/DC par exemple. Ils commencent à composer des morceaux ensemble. Klem Aubert, originaire d’Avignon et rencontré auparavant, conseille à Raoul Chichin de monter à Paris pour faire de la musique ensemble. Ils recherchent alors un chanteur ou une chanteuse. Raoul pense à sa sœur, Simone Ringer, qui finit à l’époque ses études d’art à Bruxelles.
Le groupe est formé en 2013, et nommé ainsi car « Minuit c’est l’heure du rêve, de la fête, c’est là où tout peut arriver. » Un premier EP éponyme est publié en 2015. En 2017, le groupe est nommé dans la catégorie Révélation scène, à la 32e cérémonie des Victoires de la musique. L'année suivante, début 2018, le groupe annonce son premier album, Vertigo, qui paraît le 19 octobre. Il est précédé des singles/clips Blondie et Paris Tropical, sortis en juin,.

## Membres

### Membres actuels
- Simone Ringer - chant
- Raoul Chichin - guitare
- Joseph Delmas - guitare
- Klem Aubert - basse

### Ancien membre
- Tanguy Truhé - batterie

## Discographie

### Singles
- 2015 : Flash (sorti le 27 avril ; single 45 tours (10") promotionnel uniquement (face A : "Flash" ; face B : "Flash (Get A Room! Edit)" (remix)[7])
- 2018 : Blondie (sorti en juin ; single 45 tours promotionnel uniquement / clip)
- 2018 : Paris Tropical (sorti en juin ; single 45 tours promotionnel uniquement / clip)

### EP
- 2015 : Minuit (EP 5 titres vinyle 33 tours / CD : 1. "Flash" (3:15), 2. "Recule" (4:23), 3. "Caféine" (4:40), 4. "Roule" (3:09), 5. "Sur Les Berges" (3:35)[8])

### Album studio
- 2018 : Vertigo

## Distinctions
- 2015 : Sosh aime les Inrocks Lab : Prix du Jury[9] (récompensé)
- 2017 : Victoires de la musique : Révélation scène[4] (nommé)